# One-time pad
Et one-time pad er en kryptografisk algoritme, hvor man har en nøgle der er lige så lang som klarteksten. På denne måde har bliver hvert symbol i klarteksten så at sige krypteret med sin egen nøgle, der ikke har nogen relation til de andre.
One-time pad er den eneste beviseligt 100% sikre krypteringsalgoritme, forudsat at nøglen er tilfældigt valgt (dvs. ikke valgt via en computers tilfældig-tal-generator), og kun anvendes én gang. Dette skyldes at der er lige så meget information i nøglen som i meddelelsen. Selv ikke et brute force angreb kan bryde et one-time pad, for selv om man på et tidspunkt får den rigtige klartekst, får man også samtlige andre tekster med samme længde. Det er således umuligt at afgøre om IUHFYDFLIKELIEWZEQZPOM skal dekrypteres til ANGRIBDALENKLOKKENTOLV eller FORSVARFORTETVEDDAGGRY.
På grund af den lange nøglelængde er one-time pad upraktisk, men har været anvendt i praksis til at kryptere "den røde linje" mellem Det Hvide Hus i Washington og Kreml i Moskva.